# Новгородская Погодинская летопись
Новгородская Погодинская летопись — русская летопись, памятник новгородского летописания, составленный в конца XVII — начала XVIII веков или в 1680—1690-х годах. В некоторых списках летопись продолжена событиями вплоть до конца XVIII века или до начала XIX века. Памятник описывает русскую историю, начиная с легендарных рассказов о происхождении Новгорода и до известий конца XVII века. Последний известный летописный свод Новгорода.
Летопись была названа С. Н. Азбелевым по имени владельца одного из списков. В начале памятника помещено заглавие: «Начало Великаго Новаграда и всего славенороссийского народа, откуда начася и како доныне славою пресветлою сияют». Составление летописи датируется предположительно концом XVII — началом XVIII века. Памятник известен в 30 списках XVIII—XIX веков, разделённых на три редакции — первоначальная (6 списков), сокращенная (14 списков) и краткая (10 списков). Редакции включают виды и группы. Список РНБ, доведённый позднее до 1716 года, представляет собой архетип других известных списков.
Основным источником Новгородской Погодинской летописи является окончательная редакция Новгородской Забелинской летописи, дополненная выборками из таких памятников как Новгородская третья летопись, вероятно, только из краткой её редакции, «Казанская история» в сокращенном виде, известия из других источников.
Особенностью Новгородской Погодинской летописи является применение эпиграфического материала. Так, известие 1467 года о море в Новгороде составитель летописи взял с доски в Зверином монастыре. В течение XVIII века Новгородская Погодинская летопись дополнялась из ряда церковных летописцев (церкви Димитрия Солунского и Николо-Дворищенского собора), текст сокращался, из него производились извлечения, он становился материалом для других компиляций. Текст летописи не издавался.